# Garfield County (Washington)
Garfield County is een van de 39 county's in de Amerikaanse staat Washington. De county is gesticht aan het eind van het jaar 1881 en genoemd naar de twintigste president van Amerika, James A. Garfield, die kort tevoren vermoord was.
De county heeft een landoppervlakte van 1.840 km² en telt 2.397 inwoners (volkstelling 2000). De hoofdplaats is Pomeroy.

## Bevolkingsontwikkeling

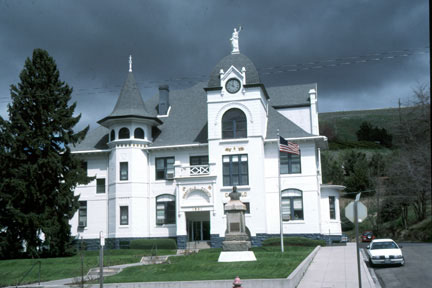
Garfield County Courthouse

Adams · Asotin · Benton · Chelan · Clallam · Clark · Columbia · Cowlitz · Douglas · Ferry · Franklin · Garfield · Grant · Grays Harbor · Island · Jefferson · King · Kitsap · Kittitas · Klickitat · Lewis · Lincoln · Mason · Okanogan · Pacific · Pend Oreille · Pierce · San Juan · Skagit · Skamania · Snohomish · Spokane · Stevens · Thurston · Wahkiakum · Whatcom · Whitman · Yakima